# یواس‌اس لا ساله (ای‌پی-۱۰۲)
یواس‌اس لا ساله (ای‌پی-۱۰۲) (به انگلیسی: USS La Salle (AP-102)) یک کشتی بود که طول آن ۴۵۹ فوت ۲ اینچ (۱۴۰ متر) بود. این کشتی در سال ۱۹۴۲ ساخته شد.